# Петрово бърдо (Словения)
Петрово Бърдо (на словенски: Petrovo Brdo) е село в Словения, регион Горишка, община Толмин. Според Националната статистическа служба на Република Словения през 2015 г. селото има 125 жители.